# Policja (film 2002)
Policja – amerykańsko-brytyjsko-niemiecki kryminał z 2002 roku oparty na faktach.

## Główne role
- Kurt Russell – Eldon Perry
- Scott Speedman – Bobby Keough
- Michael Michele – Beth Williamson
- Brendan Gleeson – Jack Van Meter
- Ving Rhames – Arthur Holland
- Kurupt – Darryl Orchard
- Dash Mihok – Gary Sidwell
- Jonathan Banks – James Barcomb
- Lolita Davidovich – Sally Perry
- Khandi Alexander – Janelle Holland
- Dana Lee – Henry Kim
- Chapman Russell Way – Eldon Perry III
- Marin Hinkle – Deena Schultz

## Fabuła
Los Angeles, rok 1992. SIS – elitarny oddział policji zostaje wyznaczony do poprowadzenia dochodzenia w sprawie zabójstwa czterech osób. W trakcie dochodzenia doświadczony Eldon Perry pokazuje nowego partnerowi Bobby'emu Keough prawdziwy obraz stróżów prawa - skorumpowanych i zdeprawowanych. W międzyczasie zastępca szefa policji Arthur Holland stara się zniszczyć wizerunek Perry'ego jako twardego i bezkompromisowego gliniarza. Podczas dochodzenia Bobby i Eldon będą musieli zmierzyć się z demonami przeszłości...